# Lobophytum gazellae
Lobophytum gazellae is een zachte koraalsoort uit de familie Alcyoniidae. De koraalsoort komt uit het geslacht Lobophytum. Lobophytum gazellae werd in 1919 voor het eerst wetenschappelijk beschreven door Moser. 